# Chris Connelly (musicista)
Chris Connelly (Edimburgo, 5 dicembre 1964) è un musicista, cantante e attore teatrale britannico tra i membri fondatori del gruppo Pigface, e in precedenza ha fatto parte delle band Ministry e Revolting Cocks.

## Biografia
Connelly è nato ad Edimburgo, in Scozia, da Michael e Sadie (nata King) Connelly, che originariamente provenivano dall'Irlanda alla Scozia. Sua madre, i King e i McCulloch, provenivano dalle Highlands e emigrarono in Scozia in cerca di lavoro.

## Carriera
Ha cominciato la sua attività nei primi anni '80, ed è divenuto celebre con i Ministry. Nel 2008, Connelly ha pubblicato un libro di memorie dei suoi primi anni nella musica industriale, "Concrete, Bulletproof, Invisible, and Fried: My Life As A Revolting Cock". Descrive il suo debutto professionale, l'incontro con Al Jourgensen a Londra, il suo coinvolgimento con le varie band, e lo sviluppo della sua carriera da solista.

## Discografia

### Solista
- Whiplash Boychild (1991)
- Phenobarb Bambalam (1992)
- Shipwreck (1994)
- The Ultimate Seaside Companion with The Bells (1997)
- Private Education (2002)
- Initials C.C., a Collection of Rarities and Connelly's Personal Favorites (2002)
- Night of Your Life (2004)
- The Episodes (2007)
- Pentland Firth Howl (2009)
- How This Ends (2010)
- Day of Knowledge (2012)
- Decibels From Heart (2015)
- Art + Gender (2017)
- Graveyard Sex (2020)

### Con i Ministry
- 1988 - The Land of Rape and Honey
- 1989 - The Mind Is a Terrible Thing to Taste
- 1992 - Psalm 69

### Con i Pigface
- 1991 - Gub
- 1992 - Fook

### Con i Revolting Cocks
- 1990 - Beers, Steers, and Queers
- 1993 - Linger Ficken' Good